# Azapropazonă
Azapropazona este un antiinflamator nesteroidian care a fost utilizat ca antiinflamator, analgezic și antipiretic.